# Workum
Workum (frízül Warkum) egy kisváros Súdwest-Fryslân község területén az Észak-Hollandiában fekvő Frízföld tartomány délnyugati részén. A városhoz tartozik a szomszédos Het Heidenschap (It Heidenskip) falu.

## Története
Workum 1399-ben kapott városi jogokat, ennélfogva a tizenegy fríz város közül a legfiatalabb. Önálló körzetet képezett az 1984-es közigazgatási reformig, amikor Hindeloopen és Stavoren városokkal, valamint az akkori Hemelumer Oldeferd körzet nagy részével együtt megalakította a nijefurdi körzetet.

## Látnivalók
- Mint az egykori Zuiderzee partján fekvő településekre általában, Workumra is jellemzőek a cserépárui. A workumi cserépáru egyszerű barna, ringeloor-technikával készült díszítésekkel.
- A Jopie Huisman Múzeum, ami az ismert helyi művész festményeit és grafikáit mutatja be.
- A Nagytemplom vagy Szent Gertrúd-templom, illetve a római katolikus templom.
- Az egykori mázsálóház
- Az egykori világítótorony
- A De Nijlannermolen, De Snip és Ybema's Molen nevű szélmalmok

## Események
Az őszi szünidőben minden évben megrendezik a Halász-napokat, illetve Workum a kiindulópontja a Beurtveer és a Strontrace nevű vitorlásversenyeknek. Szeptemberben rendezik a Veekeuring nevű szarvasmarha-ünnepet, amit alkalmanként esti csónakázás zár le.

## Háztartások száma
Workum háztartásainak száma az elmúlt években az alábbi módon változott:

## Infrastruktúra
Workumnak saját vasútállomása van a Leeuwarden-Stavoren vonalon.

## Itt született
- Sybrand van Haersma Buma (1965. július 30.), holland politikus (CDA)
- Jopie Huisman (1922. október 18.), festőművész és grafikus